# Somme-Suippe
Somme-Suippe és un municipi francès, situat al departament del Marne i a la regió del Gran Est. L'any 2007 tenia 453 habitants.

## Demografia

### Població
El 2007 la població de fet de Somme-Suippe era de 453 persones. Hi havia 140 famílies, de les quals 28 eren unipersonals (16 homes vivint sols i 12 dones vivint soles), 44 parelles sense fills, 60 parelles amb fills i 8 famílies monoparentals amb fills.
La població ha evolucionat segons el següent gràfic:
Habitants censats

### Habitatges
El 2007 hi havia 153 habitatges, 146 eren l'habitatge principal de la família, 3 eren segones residències i 4 estaven desocupats. 150 eren cases i 2 eren apartaments. Dels 146 habitatges principals, 113 estaven ocupats pels seus propietaris, 27 estaven llogats i ocupats pels llogaters i 6 estaven cedits a títol gratuït; 3 tenien dues cambres, 12 en tenien tres, 28 en tenien quatre i 103 en tenien cinc o més. 139 habitatges disposaven pel capbaix d'una plaça de pàrquing. A 77 habitatges hi havia un automòbil i a 63 n'hi havia dos o més.

### Piràmide de població
La piràmide de població per edats i sexe el 2009 era:
| Homes | Edats   | Dones |
| ----- | ------- | ----- |
| 0     | 95 o +  | 0     |
| 0     | 90 a 94 | 0     |
| 4     | 85 a 89 | 0     |
| 0     | 80 a 84 | 4     |
| 0     | 75 a 79 | 12    |
| 4     | 70 a 74 | 4     |
| 28    | 65 a 69 | 12    |
| 12    | 60 a 64 | 20    |
| 0     | 55 a 59 | 8     |
| 12    | 50 a 54 | 8     |
| 20    | 45 a 49 | 16    |
| 8     | 40 a 44 | 20    |
| 16    | 35 a 39 | 12    |
| 12    | 30 a 34 | 8     |
| 4     | 25 a 29 | 0     |
| 12    | 20 a 24 | 8     |
| 8     | 15 a 19 | 24    |
| 4     | 10 a 14 | 16    |
| 8     | 5 a 9   | 16    |
| 12    | 0 a 4   | 0     |

## Economia
El 2007 la població en edat de treballar era de 303 persones, 192 eren actives i 111 eren inactives. De les 192 persones actives 181 estaven ocupades (115 homes i 66 dones) i 10 estaven aturades (2 homes i 8 dones). De les 111 persones inactives 15 estaven jubilades, 74 estaven estudiant i 22 estaven classificades com a «altres inactius».

### Ingressos
El 2009 a Somme-Suippe hi havia 151 unitats fiscals que integraven 393 persones, la mediana anual d'ingressos fiscals per persona era de 18.959 €.

### Activitats econòmiques
Dels 10 establiments que hi havia el 2007, 1 era d'una empresa de fabricació d'altres productes industrials, 2 d'empreses de comerç i reparació d'automòbils, 2 d'empreses de transport, 1 d'una empresa d'hostatgeria i restauració, 1 d'una empresa d'informació i comunicació, 1 d'una empresa immobiliària i 2 d'empreses de serveis.
Dels 2 establiments de servei als particulars que hi havia el 2009, 1 era un taller de reparació d'automòbils i de material agrícola i 1 paleta.
L'any 2000 a Somme-Suippe hi havia 30 explotacions agrícoles que ocupaven un total de 2.425 hectàrees.

## Poblacions més properes
El següent diagrama mostra les poblacions més properes.